# Stuart Highway

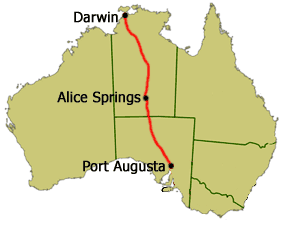
La Stuart Highway.

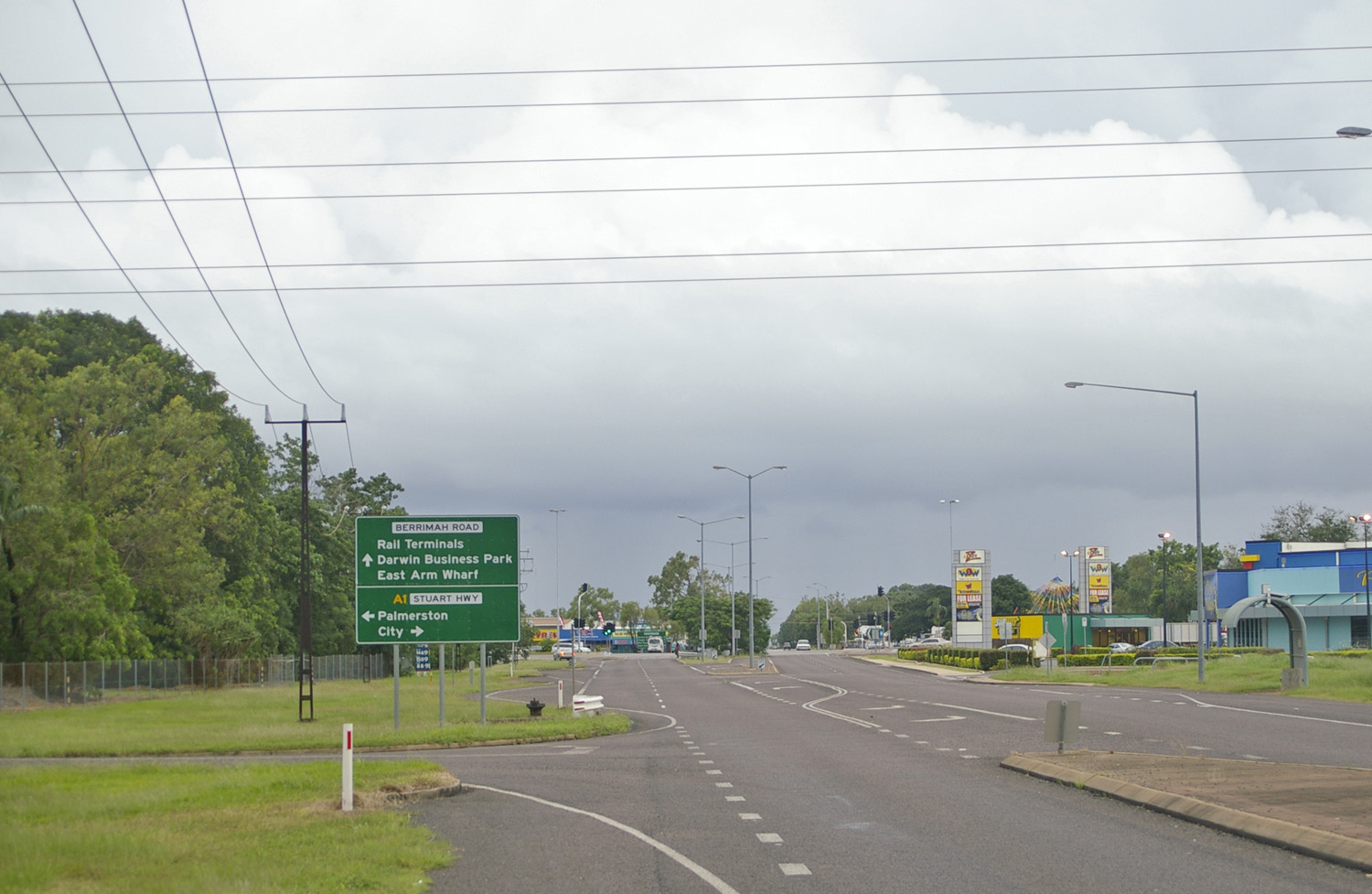
La Stuart Highway à Berrimah.

La Stuart Highway est un des grands axes routiers de l'Australie et fait partie de l'Highway 1 (en) et de la National Highway qui, du sud au nord par l'intérieur de l'Australie, relie Adélaïde à Darwin en passant par Alice Springs. Elle a une longueur totale de 2834 kilomètres. La Stuart Highway est souvent appelée plus simplement The Track. 
Elle porte le nom de John McDouall Stuart, un des premiers Européens à avoir traversé l'Australie du sud au nord, et elle suit sensiblement son itinéraire.

## Dans le Territoire du Nord
Dans le Territoire du Nord, la Stuart Highway démarre en limite du centre-ville de Darwin à Daly Street et continue par une voie à double chaussée jusqu'à l'Arnhem Highway à Howard Springs. La route continue sur 317 kilomètres vers le sud en laissant la Kakadu Highway puis la Victoria Highway à Katherine. La route change alors de numérotation et passe de National 1 à National 87. Elle se poursuit sur 673 kilomètres vers le sud en croisant la Roper Highway, la Carpentaria Highway, la Buchanan Highway puis la Barkly Highway à Tennant Creek. La route continue sur 508 kilomètres vers Alice Springs et croise la Plenty Highway. Elle traverse les monts MacDonnell avant de passer la frontière avec l'Australie-Méridionale au sud de Kulgera. La route n'a fini d'être goudronnée que dans le milieu des années 1980 avec le programme de voirie du bicentenaire de l'Australie. Il n'existe pas de patrouilles de police sur la majorité de cette route peu fréquentée et, jusqu'à la fin de 2006, il n'y avait pas de limitation de vitesse en dehors des villes et autres agglomérations pour le territoire du Nord. La plus grande partie de la population du Territoire du Nord ne vivant pas à Darwin se trouve le long de la route.

## En Australie méridionale
La Stuart Highway traverse les déserts du nord de l'État avant de continuer sur Adélaïde (le terminal de la Stuart est en réalité Port Augusta à 300 kilomètres plus au nord). Elle passe également à travers la zone militaire la plus étendue du monde où les voyageurs sont invités à ne pas quitter la route. 

## Localités traversées
Du sud au nord :
- Port Augusta (Adélaïde)
- Pimba
- Coober Pedy
- Marla
- Alice Springs
- Ti Tree
- Tennant Creek
- Renner Springs
- Daly Waters
- Larrimah
- Mataranka
- Katherine
- Pina Creek
- Batchelor
- Darwin